# Heliopolitanos
Los Heliopolitanos son un grupo ficticio de dioses, basados en deidades del antiguo Egipto, que aparecen en los cómics estadounidenses publicados por Marvel Comics.

## Historial de publicación
Personajes basados en dioses egipcios fueron mencionados por primera vez en Captain America Comics # 20 (noviembre de 1942), publicado por el predecesor de Marvel Comics, Timely Comics, en la que el Capitán América y Bucky investigan el asesinato del Coronel Fitzpatrick, que estaba estudiando el Libro de Thoth, mientras estacionado en Egipto. La primera aparición de los Heliopolitanos en la Edad de Oro fue en la historia "The Terror That Creeps" de Stan Lee y Werner Roth, publicada en Marvel Tales # 96 (junio de 1950), e involucra a un hombre que no logra convencer al público de que la Gran Esfinge de Giza se está moviendo lentamente hacia el borde del desierto, donde será habilitada por Set y destruir a la humanidad. La diosa Bast más tarde haría su primera aparición (como un tótem) con Pantera Negra en Fantastic Four # 52 (julio de 1966, siendo llamado solo Dios Pantera, en Black Panther vol. 3 # 21 por Christopher Priest y Sal Velutto, se reveló que el Dios Pantera es Bast. Muchas de las otras deidades, incluidas Horus, Isis y Osiris, se introdujeron en Thor # 239 (septiembre de 1975). Khonshu, quien se asoció con Caballero Luna, apareció por primera vez en Moon Knight # 1 (noviembre de 1980). Joseph Muszynski argumentó en su libro Todo lo que necesitaba saber sobre la vida que aprendí de Marvel Comics que la introducción de las deidades egipcias "estimuló nuestra tendencia a disfrutar de la variedad", ya que el panteón contenía múltiples dioses y personalidades en oposición a los judeocristianos religiones. Ed Strauss sostuvo que Marvel pudo sumergirse en la antigua religión egipcia porque "se había retirado al mundo de la mitología" a diferencia del cristianismo.

## Historia ficticia
Los Heliopolitanos fueron adorados como deidades por los habitantes del valle del río Nilo desde el año 10.000 a. C. Según la leyenda heliopolitana, el primero de ellos fue Gea (como Neith), Demiurge (como Nun) y Seth (como Apep/Apophis). Neith y Nun engendraron a Atum, el primero de los Ogdoad, los dioses antiguos. Cuando Neith se dedicó a crear la vida mortal, Set quiso destruir sus creaciones. A su vez, Neith llamó a Atum para su protección. Atum y Set lucharon por eones hasta que Atum se transformó en Demogorge y expulsó a Set fuera. Después de la derrota de Set, Atum engendró a los Ennaed, los nuevos dioses, tomaron el nombre de Ra y se establecieron en el sol.
Los Enéados residían en la antigua ciudad de Heliópolis hasta que su rey Osiris puso a los faraónes mortales a cargo para que los dioses pudieran involucrarse menos en los asuntos humanos y se trasladaran al reino extradimensional de Celestial Heliopolis, conocido por los antiguos egipcios como "Aaru". Algunos, incluidos Bast, Sobek, Sekhmet, Thoth y Ptah, eligen permanecer en la Tierra, integrándose en The Orisha, el panteón de Wakanda. Bast eventualmente se convertiría en la deidad patrona de Wakanda, mientras que Sobek y Sekhmet se convirtieron en patrocinadores de cultos de Wakanda menos influyentes.
En Celestial Heliopolis, Seth asesinó a su hermano Osiris en un intento de golpe de Estado, pero Isis, la esposa de Osiris, y sus hijos Horus y Anubis combinaron sus poderes para resucitar a Osiris. Osiris envió a Horus para vengarse de Seth en una batalla que duró varios cientos de años, y terminó cuando Seth ganó la delantera y selló a los dioses en una pirámide. Los dioses atrapados permanecieron en la pirámide durante varios milenios hasta que lograron alcanzar al dios asgardiano Odín. Con la ayuda del hijo de Odín, Thor, derrotaron a Seth, le cortaron la mano izquierda mientras luchaban y liberaron a los Heliopolitanos.
Osiris más tarde le dio poder a Thor para revivir a los asgardianos que fueron dañados por el Destructor.
Los dioses de Heliópolis, impotentes y llamados a sí mismos "Perdidos", se unieron a Thor y la Fuerza Tierra en la lucha contra Seth y sus fuerzas, y finalmente recuperaron sus poderes después de la aparente muerte de Seth.

## Miembros
| - Anubis — el dios de la vida futura - Atum — El dios del sol. - Bast — El dios del placer, la poesía y la danza. | - Bes — El dios de la suerte y la probabilidad. - Geb — el dios de la tierra - Horus — El dios del sol. - Isis — La diosa de la fertilidad. | - Khonshu — el dios de la luna - Neith — la diosa de la tierra - Nun — El dios del abismo acuoso. - Nut — la diosa del cielo | - Osiris — El dios de los muertos. - Sekhmet — el dios de la guerra - Set — El dios del caos y la creación. | - Seth — el dios del mal - Sobek - El dios de los ríos. - Thoth — el dios de la sabiduría |

## En otros medios

### Marvel Cinematic Universe
- Los dioses Bast y Sekhmet fueron tanto mencionados por T'Challa / Pantera Negra en el 2016 Marvel Cinematic Universe, la película Capitán América: Civil War, con T'Challa explica, "En mi cultura, la muerte no es el final Es más de un paso a paso -desde el punto. Extiendes la mano con ambas manos, y Bast y Sekhmet, te llevan al veld verde donde puedes correr para siempre".[15] Bast es mencionado nuevamente en el prólogo de la película Black Panther de 2018, ya que ayudó al primer Pantera Negra a convertirse en el rey de Wakanda,[16] y luego aparece en persona en Thor: Love and Thunder (2022) interpretada por Akosia Sabet.[17]
- Khonshu aparece en la serie de televisión de acción en vivo Marvel Cinematic Universe (MCU) Moon Knight (2022), interpretado por Karim El-Hakim y con la voz de F. Murray Abraham.[18][19][20] Esta versión de Khonshu es un paria entre sus compañeros dioses egipcios por librar una "guerra de un solo dios contra las injusticias percibidas", lo que requiere que encuentre y use su avatar, Marc Spector.[18] Además, Khonshu fue descrito por el escritor principal de la serie, Jeremy Slater, como una deidad "imperiosa y algo estirada y vengativa", que es propensa a las rabietas y está lidiando con sus propias inseguridades,[21] y agregó que estaba más interesado en una versión del personaje que tuviera "sus propias fallas y debilidades morales" en lugar de una que "siempre tuviera razón e impermeable a los errores". Abraham llamó a Khonshu "escandaloso" y "capaz de hacer cualquier cosa y salir de ella con encanto". Además, Abraham creía que Khonshu era desinteresado y estaba dispuesto a sacrificarse de la misma manera que exige el sacrificio de los demás.[20]

### Videojuegos
Horus aparece en Lego Marvel Super Heroes 2, con la voz de Colin McFarlane. Se encuentra en el área de Chronopolis en Egipto y ayuda al Capitán América, al Doctor Strange y a Thor a luchar contra un despierto N'Kantu, la Momia Viviente, mientras que el Capitán Marvel trabaja para liberar a Hulk de la arena rápida. Después de que Loki es derrotado, Horus se encarga de que Loki corrija lo que hizo mal en Egipto.